# Stremma
La stremma (pl. stremmata, in greco στρέμμα?, strémma) è un'unità di misura terriera utilizzata perlopiù in Grecia e a Cipro e corrispondente a 1000 m² o all'incirca un quarto di acro.

## Storia
Nell'antica Grecia, l'unità corrispondente era il pletro quadrato, definito inizialmente come l'area che una coppia di buoi poteva arare in un giorno. Successivamente, fu standardizzato come un'area delimitata da un quadrato con lati di 100 piedi greci (in greco antico: ποῦς?). La stremma era anche la dimensione standard di un ring per la lotta greca.

### Stremma bizantina
La definizione della stremma bizantina o morenica variava a seconda del periodo e della qualità del terreno, ma di solito si riferiva ad un'area compresa tra 900 m² e 1900 m². Originariamente era anch'essa chiamata plethron, ma il termine fu poi sostituito da "stremma", un derivato del verbo per "girare" il terreno con un aratro bizantino.

### Stremma ottomana
La stremma ottomana, spesso chiamata stremma turca, è invece il nome greco (occasionalmente usato anche nella letteratura anglosassone) del dunum, che a sua volta è probabilmente derivato dall'unità bizantina. Anche in questo caso, variava a seconda della regione: alcuni valori includono 1270 m² e 1600 m².